# Tåby församling
Tåby församling var en församling i Linköpings stift inom Svenska kyrkan i Norrköpings kommun. Församlingen uppgick 2008 i Västra Vikbolandets församling.
Församlingens kyrka var Tåby kyrka. 2006 fanns det 359 invånare i församlingen.

## Administrativ historik
Församlingen har medeltida ursprung. 
Församlingen utgjorde till 1 maj 1917 ett eget pastorat för att därefter till 2008 vara annexförsamling i pastoratet Kuddby, Tåby och Å som 1962 utökades med Östra Stenby, Konungsunds, Furingstads och Dagsbergs församlingar. Församlingen uppgick 2008 i Västra Vikbolandets församling.
Församlingskod var 058121.

## Kyrkoherdar
Lista över kyrkoherdar.
| Ämbetstid | Namn                                 | Levnadstid | Övrigt                                        |
| --------- | ------------------------------------ | ---------- | --------------------------------------------- |
| 1341      | Johannes                             |            |                                               |
| 1427      | Folko                                |            |                                               |
| 1495      | Olavus Bartholdi                     |            | Senare kyrkoherde i Häradshammars församling. |
| 1510–1519 | Joannes                              | Död 1519   |                                               |
| 1520–1535 | Ragvaldus Petri                      | Död 1535   |                                               |
| 1536–1540 | Thomas Caroli                        | Död 1540   |                                               |
| 1553–1556 | Rasmus                               |            | Prost.                                        |
| 1569      | Ericus Petri                         |            | Även rektor i Söderköping.                    |
| 1569      | Michael                              |            | Även rektor i Söderköping.                    |
| 1569      | Claudius Johannis                    |            | Även rektor i Söderköping.                    |
| 1580–1585 | Benedictus Johannis Orosander        |            | Även rektor i Söderköping.                    |
| 1585–1627 | Ericus Laurentii                     | Död 1627   |                                               |
| 1629–1640 | Johannes Podolinus                   | Död 1640   |                                               |
| 1641–1644 | Ericus Nicolai (Wretensis, Palumbus) | 1605–1644  |                                               |
| 1646–1661 | Marcus Erici Toberus                 | 1606–1661  |                                               |
| 1663–1670 | Nicolaus Regnérus                    | Död 1670   |                                               |
| 1672–1710 | Canutus Orelius                      | 1630–1710  |                                               |
| 1711–1717 | Zacharias Hanssonius                 | Död 1717   |                                               |
| 1717–1731 | Johan Collander                      | 1674–1745  | Senare kyrkoherde i Östra Husby församling.   |
| 1731–1740 | Nicolaus Södersten                   | 1672–1740  |                                               |
| 1742–1778 | Bengt Follén                         | 1702–1778  |                                               |
| 1779–1790 | Samuel Juringius                     | 1728–1807  | Senare kyrkoherde i Kvillinge församling.     |
| 1790–1797 | Gustaf Adolph Grönlund               | 1733–1797  |                                               |
| 1798–1809 | Jon Wåhlander                        | 1743–1809  | Prost.                                        |
| 1811–1816 | Magnus Samuel Munck                  | 1764–1816  |                                               |
| 1818      | Gustaf Bergman                       | 1757–1818  |                                               |
| 1819–1828 | Benct Kuhlers                        | 1761–1848  | Senare kyrkoherde i Vånga församling.         |
| 1828–1873 | Olof Hjorton                         | 1780–1873  | Prost.                                        |
| 1878–1901 | Carl Fredrik Petersson               | 1830–1901  |                                               |
| 1902–1913 | John Fredrik Holmberg                | Död 1917   | Senare kyrkoherde i Rogslösa församling.      |

## Klockare och organister
| Ämbetstid | Namn                | Levnadstid | Övrigt                     |
| --------- | ------------------- | ---------- | -------------------------- |
| 1692–1743 | Pehr Henriksson     |            | Klockare                   |
| 1745-1751 | Pehr                |            | Klockare                   |
| 1708–1742 | Sven Persson        | 1680-1748  | Organist                   |
| 1749–1763 | Benjamin            |            | Organist 1749 och klockare |
| 1764–1771 | Botvid Wessen       |            | Organist och klockare      |
| 1772–1790 | Jonas Sjögren       | 1749–1790  | Organist och klockare      |
| 1790–1832 | Johan Israel Ekstam | 1767–      | Klockare och organist      |